# Lnfs
lnfs是一个貝爾實驗室九號計畫（Plan 9）的文件系统，能在不支持长文件名的操作系统上使用长文件名。类似面向Linux的UMSDOS文件系统。